# Bohumil Bureš
Bohumil Bureš (13. července 1908 – ???) byl český a československý politik Komunistické strany Československa a poúnorový poslanec Národního shromáždění ČSR.

## Biografie
Ve volbách roku 1954 byl zvolen do Národního shromáždění za KSČ ve volebním obvodu Praha-venkov. V parlamentu setrval do února 1958, kdy rezignoval a nahradil ho František Jurča.
Pocházel z okresu Slaný a k roku 1954 je profesně uváděn jako předseda JZD Nový život v obci Kačice.